# 南娜·瓦伊尼奥
南娜·瓦伊尼奥（芬蘭語：Nanna Vainio，1991年5月29日—），芬蘭女子羽毛球運動員。

## 簡歷
南娜·瓦伊尼奥生於芬蘭南部城鎮埃克奈斯，自幼就喜歡在公園打羽毛球，及至14、15歲時已初次參加成人級別的國際羽毛球賽事（拉脫維亞羽毛球國際賽）。自2008年起，她首次入選芬蘭國家羽毛球隊，至今仍是國家隊成員。
2015年6月，南娜·瓦伊尼奥出戰毛里裘斯羽毛球國際賽，贏得女子單打比賽冠軍。
2017年8月，瓦伊尼奥參加蘇格蘭格拉斯哥舉行的世界羽毛球錦標賽，出戰女子單打項目，首圈就以0比2（13-21、11-21）不敵中華台北的白馭珀出局。

## 主要比賽成績
只列出曾進入準決賽的國際賽事成績：
| 年份   | 賽事                   | 公開賽級別 | 項目     | 成績   |
| ------ | ---------------------- | ---------- | -------- | ------ |
| 2011年 | 斯洛文尼亞羽毛球國際賽 | 國際系列賽 | 女子單打 | 亞軍   |
| 2014年 | 冰島羽毛球國際賽       | 國際系列賽 | 女子單打 | 準決賽 |
| 2015年 | 冰島羽毛球國際賽       | 國際系列賽 | 女子單打 | 亞軍   |
| 2015年 | 斯洛文尼亞羽毛球國際賽 | 國際系列賽 | 女子單打 | 準決賽 |
| 2015年 | 毛里裘斯羽毛球國際賽   | 國際系列賽 | 女子單打 | 冠軍   |
| 2015年 | 摩洛哥羽毛球國際賽     | 國際系列賽 | 女子單打 | 亞軍   |
| 2016年 | 瑞典羽毛球大師賽       | 國際挑戰賽 | 女子單打 | 準決賽 |
| 2016年 | 秘魯羽毛球國際系列賽   | 國際系列賽 | 女子單打 | 亞軍   |

| 2007-2017年 | 首要超級賽 | 超級賽 | 黃金大獎賽 | 大獎賽 | 國際挑戰賽 | 國際系列賽 | 未來系列賽 | 其他 |

| 2018-2026年 | 總決賽 | 超級1000賽 | 超級750賽 | 超級500賽 | 超級300賽 | 超級100賽 | 國際挑戰賽 | 國際系列賽 | 未來系列賽 | 其他 |

### 奧運會和世錦賽參賽紀錄
|          | 2016       | 2017 |
| -------- | ---------- | ---- |
| 女子單打 | 小組第三名 | 48強 |